# Gheorghe Stan (militar)
Gheorghe Stan  (n. 1852, Sat Lăceni, Costești, județul Argeș – d. 1891) a fost un sergent al Batalionului al II-lea de Vânători din cadrul Diviziei a IV-a a Armatei Române, erou al Războiului de Independență care, la 30 august 1877 împreună cu soldatul Grigore Ion și caporalul Nica Vasile, a participat la capturarea drapelului turcesc în timpul asaltului redutei Grivița 1.

## Capturarea steagului turcesc de la Grivița
Gheorghe Stan a participat la a treia bătălie de la Plevna din 30 august 1877, bătălie în care trupele turcești din reduta Grivița 1, au fost nevoite să execute o manevră de retragere sub presiunea celor patru asalturi ale trupelor române și ruse.
Iată cum a fost descris actul de eroism al soldaților: „O parte din turci s-au predat, o parte au scăpat fugind spre Plevnița cu mai marele redutei, colonelul Sevfet, dar au spus-o și mai târziu că nu de frica morții au ieșit la larg, dar ca să nu își piardă degeaba viețile, căci degeaba și le au pierdut cei rămași, rânduiți de Sevfet să se lupte până la moarte. Steagul turcesc trebuia sa fie dus de asemenea la Plevnița, cei însărcinați cu paza lui l-au scos însă devreme, înainte ca gura redutei sa fie ocupată de vânători. Și atunci stegarul turc care-l purta, se tot trudea prin mulțime cu el, ferindu-se de rușii care îi închideau calea, el se întoarse cu fața spre români. Steagul redutei era înfășurat pe dupa o prajina ca să nu fie vazut și recunoscut de nimeni. Dar tot fugind stegarul turc se împiedică și căzu jos și în acest timp steagul se desfacu. Soldatul Grigore Ion văzând pe turc căzut jos cu steagul redutei, o luă la fugă spre el și când fu aproape ochi si trase un glonț. Turcul, un bărbat puternic de vreo 40 de ani nu fu atins, el se sculă de jos înfipse puternic mâna în gatul vânătorului și îl trânti în noroi. Dar când se pregătea să tragă cu pistolul, Grigore Ion, scund cum era se sculă repede de jos și îi înfipse baioneta în piept. Turcul cu cât simțea că se sfârșește cu atât mai tare strângea steagul în brațe, asupra lui, Grigore Ioan se aruncară alți doi turci pentru a recucerii drapelul, dar din fericire sergentul Gheorghe Stan și caporalul Nica Vasile, amândoi din batalionul al II lea de Vânători, îi sar în ajutor soldatului român. Ei îi culca la pământ pe turci iar steagul este cucerit de Grigore Ion , rezervist – “glotaș” cum i se spunea, din comuna Mălaești, cătunul Dumbrăvești, Prahova . Soldatul Grigore Ion, pe lângă drapel se alesese cu pălaria de vânător străpunsă de trei gloante și cu pomponul rupt în două de al 4 lea glonț. Referindu-se la fapta de arme a acestor ostași, ziarul „Dorobanțul” din 15 noiembrie 1877 relata: „Când lupta atinsese apogeul, soldatul Ion Grigore din al doilea Batalion de Vânători, pentru gloria țării sale, cucerește cu cel mai mare curaj, drapelul inamicului. Ajutat de caporalul Vasile Nica și sergentul Gheorghe Stan, ei au dat morții pe cei trei vrăjmași care apărau drapelul și puteau să-l închine țării”.

Gravură publicată în ziarul „Resboiul” din 18 septembrie 1877, sergentul Gheorghe Stan (stânga), soldatul Ion Grigore (mijloc) și caporalul Nica Vasile (dreapta)

După două zile, la 1 septembrie 1877, maiorul Candiano, însoțit de Grigore Ion, Gheorghe Stan și Vasile Nica, au adus drapelul capturat la Poradim unde se afla cartierul general al Armatei Române și l-au prezentat regelui Carol I care i-a decorat cu „Virtutea Militară”. La 2 septembrie, cei patru prezintă steagul Împăratului Alexandru al II-lea al Rusiei care, la rândul lui, îi decorează pentru fapta de vitejie cu Crucea Sfântului Gheorghe. La 7 septembrie 1877, în cadrul unei parade militare, maiorul Candiano-Popescu și cei trei ostași, Grigore Ion , Gheorghe Stan și Vasile Nica, prezintă drapelul turcesc reginei Elisabeta și populației entuziaste a Capitalei.
„Între trofeele luate de Români de la Osman-Pașa este și un stindard verde. Adus aseară în București, azi a fost condus în aclamațiile entuziaste ale poporului, care se îndesa pe străzile, pe unde avea să treacă cortegiul, până la cazarma din Dealul Spirei, unde a fost depus. Chiar junele soldat, un vânător, Grigore Ion, mic de statură care a avut curajul și fericirea de a-l smulge din mijlocul inamicilor, îl conducea. Mulțimea întâmpina pe junele soldat cu aclamații și buchete de flori. A fost un moment solemn care a făcut să treacă prin inimile tuturor un fior religios, când cortegiul a ajuns pe Bulevardul Universității și junele soldat a înclinat stindardul turc, de trei ori, înaintea statuei lui Mihai Viteazul. Câțiva impiegați de la primăria Capitalei i-au oferit în semn de admirație un ceasornic. Bătrânul Colonel Papasolu și alții l-au îmbrățișat de mai multe ori. În scurt, azi  am avut o frumoasă zi pentru inima românească. Ziarul Răsboiul, 7 septembrie 1877 (citat de Ioan Georgescu-Arvutu, 1937)”

## Ordine și decorații
Gheorghe Stan a fost decorat cu  Medalia Virtutea Militară de război, clasa a II-a (1877)

## In memoriam
În orașul Costești a fost dezvelit la 21 ianuarie 2014, bustul statuar al sergentului Gheorghe Stan în uniforma Batalionului II Vânători.